# Маккенна, Шивон
Шивон Маккенна (ирл. Siobhán McKenna, урождённая Шивон Джолламхуайр Ник Сионнейт (Siobhán Giollamhuire Nic Cionnaith) 24 мая 1922[…], Белфаст, Великобритания — 16 ноября 1986, Дублин, Ирландия) — ирландская актриса.

## Биография
Маккенна родилась в Белфасте в 1923 году в католической семье. Её детство прошло в городе Голуэй, где её отец работал профессором математики в Ирландском национальном университете. В юности она увлеклась актёрским мастерством, и в 1940 году дебютировала на сцене местного театра. Вскоре Маккена перебралась в Дублин, где продолжила актёрскую карьеру в Театре Аббатства. Там она исполнила главную роль в пьесе Бернарда Шоу «Святая Иоанна», которая принесла её популярность и восторженные отзывы критиков. В 1946 году она вышла замуж за актёра Дениса О’Ди, с которым играла в одной театральной труппе, и спустя два года родила от него сыну Донначу О’Ди, ставшего профессиональным игроком в покер.
В 1955 году Маккена дебютировала на Бродвее в постановке Энид Багнольд «Меловой сад», роль в которой принесла ей номинацию на премию «Тони» как лучшей актрисе в пьесе. Спустя два года её роль в постановке «Танцоры на канате» вновь была отмечена номинацией на премию «Тони». В 1971 году Маккена была удостоена премии «Драма Деск» за роль в бродвейской пьесе «Здесь дамы». Помимо работы в театре, Маккена периодически снималась на телевидении и в кино, появившись в сериале «Непридуманные истории», и в фильмах «Царь царей» (1961), «Доктор Живаго» (1965) и «Лев и ястреб» (1984).
Шивон Маккенна умерла в Дублине от рака лёгких в 1986 году в возрасте 63 лет, и была похоронена в графстве Голуэй. В 1988 году она была внесена в Зал славы американского театра. В Белфасте небольшой театр при местном культурном центре носит имя Шивон Маккенны.

## Награды
- Драма Деск 1971 — «Лучшая актриса в спектакле» («Здесь дамы»)